# 富士宮市立北山小学校
富士宮市立北山小学校は、静岡県富士宮市北山にある公立小学校。北山１区・北山２区の避難所に指定されている。

## 概要
- 本校は明治7年、富士郡北山村字大久保、本妙寺境内に開設された「公立北山小学校北明舎」を母体として設立された。その後、数回の改称を経て、昭和33年に富士宮市との合併を機に「富士宮市立北山小学校」と改称された。昭和60年には新校舎が竣工され、現在に至る。
- 平成23年に文部科学省国立教育政策研究所および富士宮市教育委員会から学習評価の研究指定を受ける。
- 平成25年に学習評価研究自主発表会を開催し、県内外から200余名の参加者を迎えた。
- 平成27年には、伊藤政利氏の多額の寄付により運動場とプールの改修が行われた[2]。

## 通学区域
北山1区、北山2区、北山3区、北山4区（1町内1班を除く。）

## 進学先中学校
- 富士宮市立北山中学校

## アクセス
- 北山小入口（最寄りバス停）から約267m 徒歩で約3分